# Ultraman Mebius
Ultraman Mebius è un personaggio immaginario protagonista della serie televisiva giapponese omonima.

## Caratteristiche
Come tutti gli Ultraman, anche Mebius è un umanoide con il corpo rosso-argenteo e con la testa coperta da un elmo metallico. Il suo color timer è però a forma di rombo, mentre per gli altri Ultras è a forma di cerchio.
Si tratta di uno degli Ultraman più giovani ma anche uno dei più forti.
Poteri
- Mebium Shot: un raggio di energia arancione che Mebius emette quando, dopo aver formato il simbolo dell'infinito con le fiamme che gli escono dalle mani, porta le braccia a formare una L.
- Mebium Slash: Mebius spara dall'Ultra Bracalet una freccia di energia.
- Mebium Kick: un potente calcio volante.
- Mebium Meteor Cick: versione potenziata del Mebium Kick
- Mebium Lightning Counter: Mebius spara dal Bracalet un fulmine molto potente.
- Mebium Chop: Mebius spara dalla corona una serie di lame.
- Mebium Dynamite: simile all'Ultra Dynamite di Ultraman Taro, Mebius si copre di energia rossa e, dopo aver afferrato l'avversario, lo colpisce con un pugno fortissimo, per poi esplodere con il nemico. Poco dopo Mebius si rimaterializza esausto.
- Mebium Blade: dal Bracalet fuoriesce una lama giallastra che Mebius usa in combattimento.

Può inoltre trasformarsi in varie altre forme; in ogni forma, oltre al colore del corpo, aumentano forza e velocità:
- Mebius Brave: sul corpo appaiono delle linee dorate.
- Mebius Burning: le linee dorate formano delle ali sul petto di Mebius e la corona diventa rossa
- Mebius Phoenix: oltre alle linee dorate appaiono anche delle linee blu.
- Mebius Infinity: la forma più forte, le linee blu e quelle dorate scompaiono, sostituite da linee nere. Anche la corona diviene nera.